# 김경식 (배우)
김경식(1971년 8월 25일 ~ )은 대한민국의 배우이다.

## 생애
1995년 연극배우 첫 데뷔하였다.

## 경력
- 극단 한양레퍼토리 단원

## 출연작

### 영화
- 《공조 2: 인터내셔날》 (2022년) - 한강 공원 경찰 2 / 에필로그 경찰 1 역
- 《얼굴없는 보스》 (2019년) - 클럽 사장 3 역
- 《어떤살인》 (2015년) - 박 형사 역
- 《해적 : 바다로 간 산적》 (2014년) - 부두목 역
- 《가시》 (2014년) - 박선생 역
- 《더 웹툰 : 예고살인》 (2013년) - 동네 남자 1 역
- 《댄싱퀸》 (2012년)
- 《섹스 볼란티어》 (2010년) - 김 형사 역
- 《여로를 위하여!》 (2008년) - 카메라맨 역
- 《초감각커플》 (2008년)
- 《4인용 식탁》 (2003년) - 청소차 운전수 역
- 《국화꽃 향기》 (2003년) - 임산부 남편 역
- 《YMCA 야구단》 (2002년) - 성남구락부 2 역
- 《공공의 적》 (2002년) - 용산서 형사 2 역
- 《질주》 (1999년) - 동균 역

### 연극
- 《테이프》 (2005년)
- 《사천의 착한 사람》
- 《루나자에서 춤을》
- 《로렐과 하디 천국에 가다》